# Sint-Martens-Latem
Sint-Martens-Latem là một đô thị located trong tỉnh Oost-Vlaanderen, ở Bỉ. Đô thị này bao gồm các thị xã Deurle và Sint-Martens-Latem proper. Tại thời điểm ngày 1 tháng 1 năm 2006 Sint-Martens-Latem có tổng dân số 8.280 người. Tổng diện tích là 14,34 km² với mật độ dân số là 577 người trên mỗi km².

## Dân địa phương nổi tiếng
- Gustave De Smet, họa sĩ
- Constant Permeke, họa sĩ
- Gustave Van de Woestijne, họa sĩ
- Luc-Peter Crombé, họa sĩ
- Rudolf Werthen, nhạc công violin